# Іванівка (Чумаківська сільська громада)
Іва́нівка — село в Україні, у Чумаківській сільській громаді Дніпровського району Дніпропетровської області. Населення за переписом 2001 року становить 168 осіб.

## Географія
Село Іванівка знаходиться в степу, за 3,5 км від правого берега річки Кільчень, примикає до села Приют. По селу протікає висихний струмок з загатою.

## Історія
Заснування села, за розповідями старожилів, відноситься десь до середини XIX століття. Один зі старожилів, Прудиус Сергій Іванович (1879-1978 рр.), передав розповідь свого батька про те, що ще за кріпаччини за якісь заслуги тут одержав розлогі землі по лівому березі мілководної притоки Кільчені козацький старшина із Приорілля Рудницький. Він переманив сюди із Полтавщини три молоді сім’ї, що втекли від пана-кріпосника — Глущенка, Малтиза та Прудиуса. Вони й були засновниками цього села, яке спочатку називалося Труднищиною. Після смерті Трудницького його син продав свої володіння десь уже в останній чверті XIX ст. катеринославському міщанинові Івану Рябушкіну (селяни його називали Рябушкою або просто Рябухою.)
На північно-східній околиці розляглося його помістя. У голодні роки в його економію прибилися Віхоть, Сіряк та інші селяни, що тікали від голоду, і стали його наймитами. Рябушкін перейменував село на Іванівку, бо саме тоді жили тут три Івани – Глущенко, Малтиз і Прудиус. Та й своє ім’я хотів увіковічити. Так ця назва і закріпилася, хоч ще довго старожили вулицю понад яром називали Труднищиною. За наказом Рябухи у яру загатили ставок, на якому відпочивав пан з гостями у літню спеку.
У 1927-1930 роках поруч осіли переселенці із Петриківки – Козини, Спасівські, Дрововози та інших сіл, утворивши нову вулицю, що витяглася перпендикулярно до Іванівки. У середині 30-х років її продовжили комунари, звівши власні будинки. Ця вулиця довго називалася Петрівкою. У першій половині 30-х років було засноване і село Цвітки. Загальна назва Іванівка поширилася на всі ці поселення і закріпилася в офіційних документах на початку 50-х років.

## Сьогодення
Іванівка зараз поділяється на вулиці Іванівську (Цвітки) та Лугова (Ілліча).

## Населення

### Мова
Розподіл населення за рідною мовою за даними перепису 2001 року:
| Мова                | Відсоток |
| ------------------- | -------- |
| українська          | 94,6 %   |
| російська           | 4,8 %    |
| інші/не визначилися | 0,6 %    |